# Oviječi
Oviječi (Paradoxurinae) jsou podčeledí cibetkovitých šelem. Podčeleď zahrnuje celkem pět rodů, jejichž zástupci žijí v jižní a jihovýchodní Asii.
Jedná se o menší šelmy trávicí mnoho času na stromech. Tomu odpovídá i jejich potrava, která je smíšená s velkým podílem plodů.
Název oviječ vznikl omylem, ocas těchto šelem není ovíjivý, při šplhání slouží pouze jako opora.

## Rody a druhy
Tradičně je uváděno 5 rodů s celkem 7 recentními druhy.
- Arctictis
  - Arctictis binturong – binturong
- Arctogalidia
  - Arctogalidia trivirgata – oviječ pruhovaný
- Macrogalidia
  - Macrogalidia musschenbroekii – oviječ velký
- Paguma
  - Paguma larvata – oviječ maskovaný
- Paradoxurus
  - Paradoxurus hermaphroditus – oviječ skvrnitý
  - Paradoxurus jerdoni – oviječ tmavý
  - Paradoxurus zeylonensis – oviječ zlatý

V roce 2009 bylo navrženo rozčlenění původního druhu Paradoxurus zeylonensis (endemit Srí Lanky) do celkem tří nových druhů:
- Paradoxurus aureus
- Paradoxurus montanus
- Paradoxurus stenocephalus